# A Few Hours Captured
A Few Hours Captured är en EP av det svenska indierockbandet Cobolt, utgiven på spanska skivbolaget B-Core Disc 1999.

## Låtlista
1. "I Thought You Were Someone Else"
2. "January: Closing Time"
3. "Luther"
4. "Alchemy"
5. "Larger Than Life"

## Medverkande musiker
- Johannes Berglund - gitarr
- Magnus Björklund - sång, gitarr
- Kristoffer Larsson - bas
- Andreas Nilsson - trummor, slagverk

### Fotnoter
1. ↑  ”A Few Hours Captured”. Discogs.com. http://www.discogs.com/Cobolt-A-Few-Hours-Captured/release/2984364. Läst 3 april 2012.